# تيربون
تيربون (بالفرنسية: Terrebonne)‏ مدينة فرانكوفونية في غرب مقاطعة كيبك الكندية. تقع شمال مدينة مونتريال. يعني الاسم بالفرنسية «الأرض الطيبة».

## السكان
بلغ عدد سكانها 94,703 نسمة حسب التعداد العام للسكان عام 2006.

## توأمة
لتيربون اتفاقيات توأمة مع:
- فيتري

## أعلام
- كاثرين برونيه
- إتيان ماتيو
- كارل أويميت
- سيلفيان لاكومب
- جوديث ياسمين
- جوزيف ماسون